# Bikini Royale 2
Série
Bikini Royale
(2008)
Pour plus de détails, voir Fiche technique et Distribution.
Bikini Royale 2 est un film américain de série B écrit et réalisé par Fred Olen Ray, sorti directement en vidéo en 2010.

## Fiche technique
- Titre : Bikini Royale 2
- Réalisateur : Fred Olen Ray
- Scénario : Fred Olen Ray
- Producteur : Dan Golden
- Monteur : Dean McKendrick
- Société de production : Infinity
- Société de distribution :
- Pays d'origine :  États-Unis
- Langue d'origine : Anglais
- Lieu de tournage :
- Genre : Comédie érotique et espionnage
- Format : Couleurs
- Durée : 81 minutes
- Dates de sortie :
  - États-Unis : 18 janvier 2010
  - Japon : 7 janvier 2011

## Distribution
- Beverly Lynne : Tanya X
- Jayden Cole : Jill X
- Brandin Rackley : Madame Zola
- Frankie Cullen : Carter
- Dena Kollar : Carrie
- Justine Farrar : Andrea
- Billy Chappell : Sherwood
- Ted Newsom : Newton
- Nick Manning : Dr. Vornoff
- Dan Golden : Mr. Shayne